# Angelo Garland
Angelo Garland (* 24. Juli 1994 auf Grand Turk Island) ist ein Sprinter von den Turks- und Caicosinseln, der sich auf den 400-Meter-Lauf spezialisiert hat.

## Sportliche Laufbahn
Erste Erfahrungen bei internationalen Meisterschaften sammelte Angelo Garland bei den CARIFTA-Games 2013 in Nassau, bei denen er in der Vorrunde über 400 Meter ausschied. Anschließend nahm er an den Weltmeisterschaften in Moskau teil und scheiterte dort mit 48,84 s ebenfalls in der ersten Runde. 2014 qualifizierte sich für die Commonwealth Games im schottischen Glasgow und schied dort mit 48,86 s in der Vorrunde aus. Zudem war er auch Teil der 4-mal-400-Meter-Staffel, die mit 3:19,11 min ebenfalls in der Vorrunde ausschied. Bei den IAAF World Relays 2017 schied er mit der 4-mal-200-Meter-Staffel mit 1:26,22 min im Vorlauf aus. Im April 2018 nahm er erneut an den Commonwealth Games im australischen Gold Coast teil, schied dort im Einzelbewerb über 400 Meter erneut mit 48,38 s in der ersten aus und belegte mit der 4-mal-400-Meter-Staffel im Finale Platz sechs.
Er ist Student an der Texas A&M University in College Station.

## Persönliche Bestzeiten
- 400 Meter: 46,82 s, 11. Mai 2014 in Conway
  - 300 Meter (Halle): 35,18 s, 6. Januar 2018 in Manhattan (Landesrekord)
  - 400 Meter (Halle): 48,23 s, 14. Februar 2016 in Alabama (Landesrekord)